# Río Usk
El río Usk (en galés: Afon Wysg) es un río galés que corre en el sur del país por un total de 102 kilómetros. El Usk nace en el parque nacional de los Brecon Beacons y desemboca en el estuario del río Severn (el más largo del Reino Unido) en el canal de Bristol. El río es un Sitio de Especial Interés Científico en su totalidad.

## Etimología
Su nombre significa «agua» o «con abundancia de peces» en el idioma celta, como el río Exe al suroeste de Inglaterra.
Su fuente es el embalse de Usk en oeste del parque nacional de los Brecon Beacons, en el sur del condado de Powys. Al principio corre al este y el primer pueblo a su lado es Sennybridge, antes de entrar la villa de Brecon. Después de Brecon el Usk corre al sur pero vuelve al este antes del pueblo de Llangynidr y la villa de Crickhowell. Cuando el río entra el condado vecino de Monmouthshire, el primer pueblo a su lado es Gilwern e entonces la villa de Abergavenny. Más al sur la ciudad de Usk lleva su nombre. El estuario del Usk empieza cuando entra a Newport, la tercera ciudad más grande de Gales. Aquí, desemboca a la boca del río Severn en el Canal de Bristol.